# 列隊認人
列隊認人（identification parade）在香港俗稱做大戲，根據Michael Jackson所著Criminal Law in Hong Kong一書所述，列隊認人的程序是警方會找一班外表與被告相若的人（俗稱戲子）與被告一起供證人辨認，用意是確保證人在困難的環境下也可以認出被告，避免無辜的人受累；可惜針無兩頭利，列隊認人程序上的一些小瑕疵，隨時都會成為辯方律師的攻擊要害，反令被告得以脫罪；普通法案例中著名的有 Turnbull，列出了法庭關於認人的重要考慮。